# Крутые горки
Крутые горки — советский художественный фильм, снятый в 1956 году режиссёром Николаем Розанцевым.

## Сюжет
В село Крутые Горки приезжает новый председатель колхоза Семён Фролов, который ранее жил здесь. Принимая дела у бывшего председателя Горелова, он обнаруживает незаконную продажу сена. В представлении Горелова это месть, так как его жена Анна — бывшая любовь Фролова. Постепенно Фролов наводит порядок в колхозе. Повышенная оплата трудодня и авансирование проявляют людям заинтересованность. Даже такие заядлые собственники, как Кочетов и Орешкина, начинают активнее работать на колхозе. Но успехи в колхозе не приносят Фролову полного счастья: он не может побороть свою любовь к Анне. С новой силой у них снова вспыхивают чувства. Но неожиданно из заключения возвращается Горелов, который намерен переехать вместе с семьёй на работу в соседнюю МТС. Анна оказывается перед тяжёлым выбором. В итоге после долгих раздумий она уезжает вместе с мужем и сыном.

## В ролях
- Дмитрий Павлов — Фролов
- Иван Дмитриев — Горелов
- Галина Водяницкая — Анна
- Лидия Смирнова — Марья
- Борис Коковкин — Кочеток
- Елена Карякина — тётя Саша
- Владимир Брызгалов — Кудряшов
- Елизавета Кузюрина — Крышкина
- Николай Лукинов — Лукин
- Иван Рыжов — Парамоныч
- Мария Яроцкая — Матвеевна
- Борис Матюшкин — Костик
- Гена Худяков — Петька
- Людмила Голубева — Зинка
- Геннадий Петров — Василий
- Антонинс Кончакова — Катя
- Сергей Филиппов — шофёр (эпизод)